# 井上靖纪念馆
井上靖纪念馆（英語：Yasushi Inoue Memorial Hall）是一座位于日本北海道旭川市的博物馆。

## 历史
1993年3月13日建成，同年7月24日开馆。纪念日本作家井上靖的博物馆，收藏470余件作家的相关藏品。